# Herberstorff

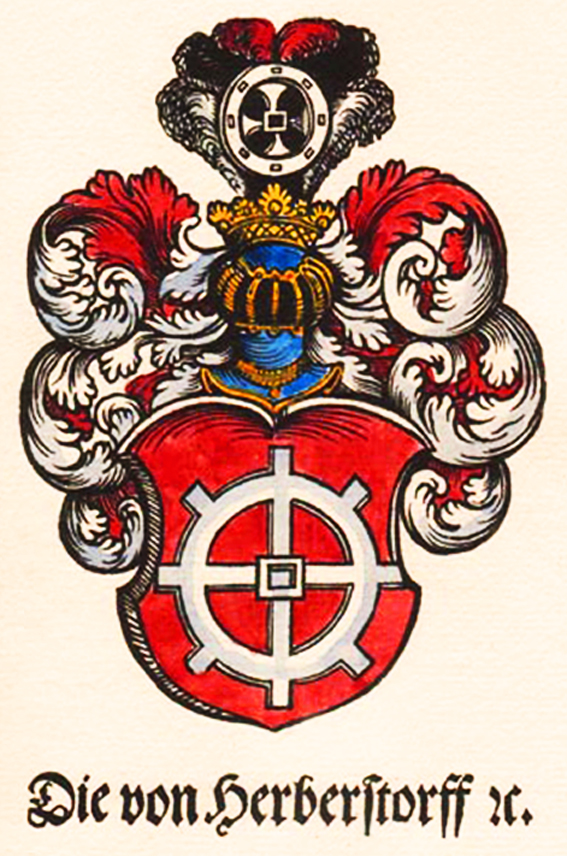
Wappen der Herberstorff, Zacharias Bartsch: Steiermärkisches Wappenbuch (1567)

Herberstorff (auch Herperstorff, Herberstarff, Herberstorf, Herbersdorf geschrieben) ist der Name eines alten Adelsgeschlechts aus der Steiermark, deren Stammsitz, Schloss Herbersdorf, heute im Ort Allerheiligen bei Wildon im Bezirk Leibnitz in der Steiermark, am linken Ufer der Mur gelegen ist. Die Familie ist in der Stammlinie urkundlich bis zur Mitte des 12. Jahrhunderts zurückverfolgbar, erhielt 1623 die Erhebung in den Reichsgrafenstand und ist 1629 mit Adam von Herberstorff  erloschen.

## Geschichte

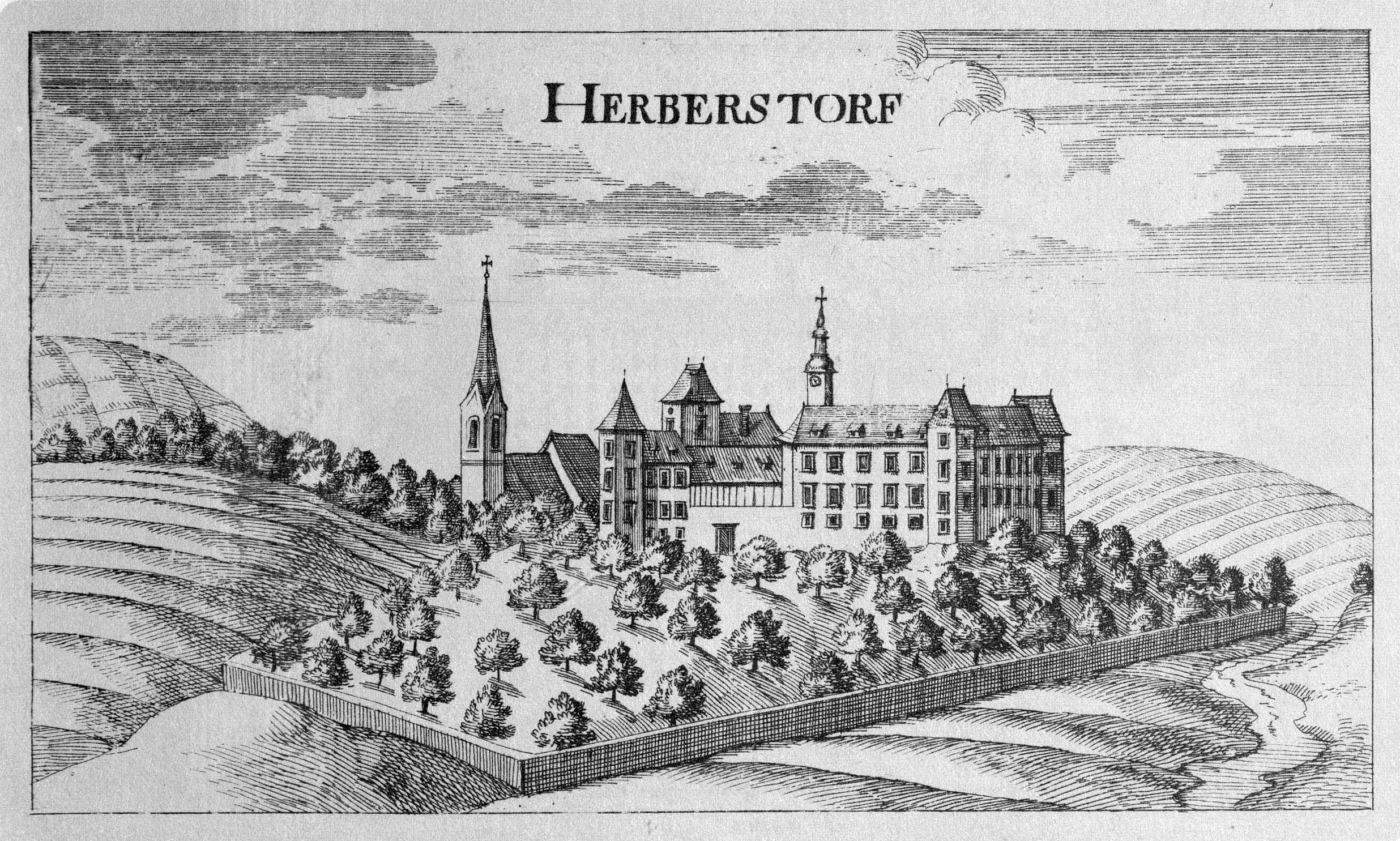
Herbersdorf bei Wildon (1681)

Als Stammvater des Rittergeschlechts gilt Heinricus de Herwigesdorf, der im Jahre 1147 in einer Widmungsurkunde des Klosters Admont erstmals nachweislich erwähnt wird. Die Herberstorffer waren allem Anschein nach Gefolgsleute der Wildonier und entwickelten sich aus der ritterlichen Mannschaft dieses mächtigen Ministerialengeschlechts. Ihr Stammsitz, Schloss Herbersdorf, heute im Ort Allerheiligen bei Wildon im Bezirk Leibnitz, war ein befestigter Edelhof, möglicherweise auch eine kleine Burg. Er gehörte zu jenen Wehrbauten, die das Grazer Feld und den Handelsweg an der Mur zu schützen hatten und lag vermutlich auf der Anhöhe im Ortsbereich von Allerheiligen bei Wildon, wo heute das Schloss Herbersdorf steht. Die Herberstorff hatten die Herrschaft bis 1609 inne, als diese mit dem Tod des letzten Vertreters dieses Geschlechtes an die von Glojach (Adelsgeschlecht) überging.

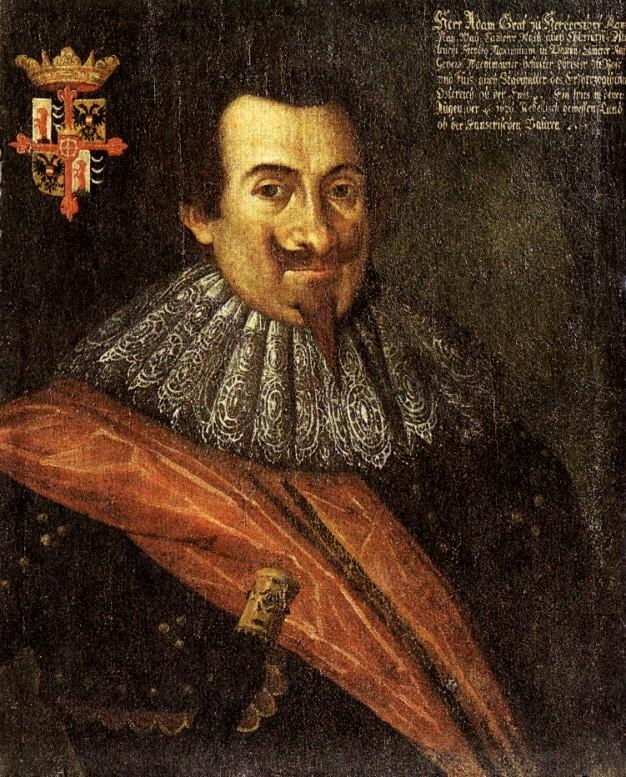
Ölporträt Adam von Herberstorffs (1585–1629)

Der historisch bedeutendste Angehörige dieser Familie war Adam von Herberstorff (1585–1629), bayrischer Statthalter von Oberösterreich. Adam war ein Enkel des Franz von Herberstorff und dessen zweiter Ehefrau Elisabeth von Herberstein. Er heiratete 1607 Maria Salome von  Preysing-Kopfsburg, die Witwe des Reichserbmarschalls Veit zu Pappenheim. Herberstorff wurde dadurch zum Stiefvater der fünf Kinder aus der ersten Ehe seiner Frau und damit insbesondere auch des später berühmten Reitergenerals des Dreißigjährigen Krieges, Gottfried Heinrich Graf zu  Pappenheim (1594–1632). Adam von Herberstorff erhielt 1623 die Erhebung in den Reichsgrafenstand, war Ritter des spanischen Ordens von Calatrava, kaiserlicher und kurbayerischer Geheimer Rat und Kämmerer sowie kurbayerischer Oberst über ein Regiment zu Ross und zu Fuß. Da er aus seiner Ehe keine Kinder hinterließ, ist das Geschlecht der Herberstorff mit seinem Tod ist im Mannesstamm erloschen.

## Wappen
Das Stammwappen besteht aus einem roten Schild mit einem vierspeichigen silbernen Mühlrad mit acht Schaufeln. Eine vom Ende des 18. Jahrhunderts stammende Blasonierung  durch Christian Friedrich August von Meding lautet: „Im rothen Felde ein silbernes Kammrad mit vier Speichen und acht Zacken oder Kämmen. Auf dem gekrönten Helm sechs Strausfedern, die erste und sechste silbern; zweyte und fünfte schwarz; dritte und vierte roth. Diese sechs Federn sind mit einem silbernen Rade überlegt, in welchem das Kreutz, oder die vier Speichen fehlen […] Dem Ringe des Rades sind auf der platten Seite, die es vorwärts kehrt wann es liegt, acht länglichte Vierecke eingeschlagen, […] Helmdecken silbern und roth, Steyermärkisch.“
Anlässlich der Erhebung des Adam von Herberstorff in den Reichsgrafenstand 1623 erhielt die Familie eine umfangreiche Wappenbesserung.

## Genealogie

### Früheste Vertreter
1. N.N. von Herberstorff (1370)[7]
  1. Otto (vor 1395), ⚭ I. N. N., ⚭ II. Anna von Herberstein, kinderlos
    1. I. Nicolaus, ⚭ N. N., ohne Beleg
    2. I. Erhard, ⚭ I. Barbara von Herberstein, Tochter des Heinrich von Herberstein und Gattin N. von Haag
      1. Friedrich (1500), ⚭ Barbara von Ratmanstorf, ⚭ II. N. N.
        1. I. Udalrich, ledig

      2. Erhard, ⚭ Katharina von Kainach, Tochter des Johannes von Kainach
      3. Andreas (1452), ⚭ I. Afra von Oberheim, ⚭ II. Anna von Kapfenstein
        1. I. Johannes, ⚭ Ursula von Lindt, Tochter des Sigismund von Lindt und Gattin Margarete von Khuenburg
          1. Franz (1520), ⚭ I. Amalie von Waydeck, ⚭ II. Elisabeth von Herberstein, ⚭ III. Katharina von Gleispach[8]

        2. I. Leonhard, unverheiratet
        3. I. Sebastian, unverheiratet

    3. I. Ernst

### Bekannte Vertreter
- Wolfram von Herberstorff, 5. Dompropst des Chorherrenstift Seckau 1234 – 1238.
- Petrus Engelhardt von Herberstorff, Domherr zu Passau und Wien, 1382 Rektor an der Universität in Wien.
- Aloisia von Herberstorff, Äbtissin im Stift Göß 1399 – 1406(1421?).
- Anna von Herberstorff, Äbtissin im Stift Göß 1428 – 1463.
- Franz von Herberstorff, Bürgermeister von Graz 1551.
- Karl von Herberstorff (1547–1606), Verfechter des Protestantismus in der Radkersburger Region.
- Adam von Herberstorff (1585–1629), bayrischer Statthalter von Oberösterreich.

## Besitzungen
Burgen, Schlösser, Herrschaften
- Herbersdorf bei Wildon
- Kalsdorf bei Ilz
- Freisburg in Radkersburg
- Prentlhof bei Radkersburg
- Praunegg bei Luttenberg (heute in Slowenien)